# 1370 Hella
1370 Hella је астероид главног астероидног појаса са средњом удаљеношћу од Сунца која износи 2,250 астрономских јединица (АЈ).
Апсолутна магнитуда астероида је 13,8 а геометријски албедо 0,054.